# Ủy ban Olympic Trung Quốc
Ủy ban Olympic Trung Quốc (giản thể: 中国奥林匹克委员会; phồn thể: 中國奧林匹克委員會; bính âm: Zhōngguó Àolínpǐkè Wěiyuánhuì; Wade–Giles: Chung-Kuo Ao-Lin-P'i-K'o Wei-Yüan-Hui; mã IOC: CHN) là cơ quan được chỉ định chính thức của Trung Quốc (CHND Trung Hoa) tại Thế vận hội và các liên đoàn thể thao quốc tế trực thuộc khác kể từ năm 1979, khi Nghị quyết Nagoya được Ủy ban Olympic Quốc tế (IOC) thông qua.

## Dòng thời gian các sự kiện tại Thế vận hội
Dòng thời gian sau đây liên quan đến các tên khác nhau và các sự kiện, nguyên tắc liên quan đến việc công nhận đoàn thể thao của Trung Hoa Dân Quốc:
- 1910: Ủy ban Olympic Quốc gia Trung Hoa (中國奧林匹克委員會) được tạo ra để đại diện cho lợi ích của Trung Quốc trong các hoạt động và sự kiện của Thế vận hội.
- 1922: IOC công nhận tổ chức này.
- 1932: Trung Hoa Dân Quốc lần đầu tiên thi đấu tại Thế vận hội với tư cách "Trung Quốc"[1]
- 1951: Ủy ban Olympic Quốc gia Trung Hoa chuyển từ Nam Kinh đến Đài Bắc[2];
- 1951: Ủy ban Olympic Quốc gia Trung Quốc được thành lập[2];
- Năm 1952: Ủy ban Olympic Quốc gia Trung Quốc lần đầu tiên được mời tham dự Thế vận hội, đó là tại kỳ hội 1952 tại Helsinki. Chỉ có một vận động viên duy nhất, đó là kình ngư bơi lội Ngô Truyền Túc, có thể tham gia, vì Ủy ban "đã được chấp nhận để liên kết chỉ hai ngày trước khi khai mạc Thế vận hội"[3].
- 1954: IOC thông qua nghị quyết chính thức công nhận "Ủy ban Olympic Trung Quốc" của Cộng hòa Nhân dân Trung Hoa (PRC) (中国奥林匹克委员会). CHND Trung Hoa được mời tham dự Thế vận hội Melbourne 1956, và do đó họ đã cử đi một phái đoàn, nhưng cuối cùng lại rút lui để phản đối vấn đề của hai nước Trung Quốc (ý nói những tranh cãi về danh xưng của hai đoàn thể thao Trung Hoa Dân Quốc và CHND Trung Hoa)[2][4];
- 1958: CHND Trung Hoa rút khỏi phong trào Olympic và các liên đoàn điều hành các môn thể thao tại Thế vận hội. Giáo sư Tống Hậu Dị, thành viên đại diện trong IOC của CHND Trung Hoa cũng nói lời từ chức[2];
- 1979: IOC chính thức công nhận Ủy ban Olympic Trung Quốc là cơ quan đại diện cho "Trung Quốc" dưới sự thống trị của Cộng sản. Ủy ban Olympic Trung Hoa Dân Quốc chính thức được đổi tên thành "Ủy ban Olympic Đài Bắc Trung Hoa"[2][4].